# Toechorychus stramineus
Toechorychus stramineus är en stekelart som först beskrevs av Taschenberg 1876.  Toechorychus stramineus ingår i släktet Toechorychus och familjen brokparasitsteklar. Inga underarter finns listade i Catalogue of Life.